# 17652 Непоті
17652 Непоті (17652 Nepoti) — астероїд головного поясу, відкритий 3 листопада 1996 року.
Тіссеранів параметр щодо Юпітера — 3,354.